# Pharma
Pharma er navnet på fagforeniningen Pharmadanmarks medlemsblad. Pharmas artikler har overvejende lægemiddelfagligt og lægemiddelpolitisk indhold, ligesom bladet også indeholder interviews med interessante faglige profiler. Fagbladet henvender sig primært til foreningens medlemmer, som hovedsageligt er farmaceuter, humanbiologer og andre uddannelser inden for life science-området (f.eks. cand.scient.'er i biomedicin, biologi, molekylær biomedicin, medicinalkemi, kemi og lægemiddelvidenskab samt studerende inden for disse fag.
Pharma udkommer seks gange om året i et oplag på cirka 7.500 eksemplarer.
Fagbladet udkom første gang i 1890 under navnet Blad for Pharmaceutisk Medhjælperforening. I 1895 ændredes fagbladets navn til Farmaceutisk Tidende. Navnet blev dernæst i 1989 ændret til Farmaceuten, hvilket i 2007 blev erstattet af fagbladets nuværende navn, Pharma.